# روشن‌تر از خاموشی
روشن‌تر از خاموشی یک مجموعهٔ تلویزیونی ایرانی در ژانر تاریخی به کارگردانی حسن فتحی است که به زندگی‌نامهٔ ملاصدرا، متفکر و فیلسوف ایرانی، از نوجوانی تا رفع حکم نفی بلد او و بازگشت به زادگاهش، شیراز می‌پردازد.
این مجموعهٔ تلویزیونی در ۳۵ قسمت در سال ۱۳۸۲ از شبکه ۱ سیما به نمایش درآمد. این اثر پنجمین مجموعهٔ تلویزیونی حسن فتحی بود.
در پخش سال ۱۳۸۲، قبل از تیتراژ شروع، نریشنی با صدای زنده یاد علی اکبر گودرزی طائمه گفته میشد به این صورت:"مجموعه روشنتر از خاموشی، ساخته ای صرفا مستند و تاریخی نیست؛ اثری هنری است که در نگاه به گوشه های مبهم و ناپیدای زندگی صدرالدین محمد قوام شیرازی، از عنصر خیال بهره گرفته است، هر چند در این روند و روال سعی و اهتمام بر آن بوده تا جنبه های داستان پردازانه روایت، معارضه ای با مستندات تاریخی عصر صفویه نداشته باشد. این یک داستان است، باور کنید". و بعد از چند قسمت، عبارت "این یک داستان است، باور کنید" حذف شد. در بازپخش های بعدی سریال در سالهای بعد این نریشن به طور کامل حذف شد.

## داستان
در زمانی که شاه عباس اول صفوی به تازگی با حمایت سران قزلباش و کودتا علیه پدر به سلطنت رسیده و هنوز قدرت و موقعیت تثبیت شده ای ندارد، کشور از لحاظ سیاسی و اجتماعی، در شرایطی نابه‌سامان قرار گرفته و علاوه بر تهدیدات و دست‌اندازی مستعمران به خاک ایران، عده‌ای نیز در داخل داعیه حکومت دارند؛ صدرالدین محمد قوام شیرازی متخلص به ملاصدرا، در راه کسب علم و دانش قدم می‌گذارد. این فیلسوف برجسته که روحی تشنه و مشتاق یادگیری دارد، در محضر دانشمندان و عالمان بزرگ اسلامی چون شیخ بهایی و میرداماد و میرفندرسکی درس می‌آموزد . . .

## بازیگران و گویندگان
| بازیگران                      | نقش‌ها                                         | گویندگان          |
| حسین یاری                     | ملاصدرا                                       | منوچهر زنده‌دل     |
| محمود پاک‌نیت                  | شاه عباس بزرگ                                 | بهرام زند         |
| جمشید مشایخی                  | شیخ بهایی                                     | منوچهر اسماعیلی   |
| علی نصیریان                   | میرداماد                                      | ناصر طهماسب       |
| فخری خوروش                    | زینب بیگم                                     | زهره شکوفنده      |
| محمدعلی کشاورز                | میرفندرسکی                                    | احمد رسول‌زاده     |
| کتایون ریاحی                  | سارا بانو (همسر ملاصدرا)                      | مینو غزنوی        |
| فریماه فرجامی                 | حکیمه خاتون (همسر اول شاه عباس و مادر ولیعهد) | زهره شکوفنده      |
| ثریا قاسمی                    | فاطمه بانو (مادر ملاصدرا)                     | الیزا اورامی      |
| بهاره رهنما                   | گلبهار خاتون (سوگلی شاه عباس)                 | فریبا رمضان‌پور    |
| ژاله علو                      | کفایت خاتون (همسر شیخ بهایی)                  | ژاله علو          |
| اکرم محمدی                    | مریم بیگم                                     | مریم رادپور       |
| رزیتا غفاری                   | گلرخ سلطان                                    | مریم شیرزاد       |
| عنایت‌الله بخشی                | شیخ امین قبایی (از علمای مخالف ملاصدرا)       | عنایت‌الله بخشی    |
| اسماعیل شنگله                 | خان احمدخان گیلانی                            | پرویز بهرام       |
| منوچهر آذر                    | ابراهیم قوام (پدر ملاصدرا)                    | مازیار بازیاران   |
| محمود عزیزی                   | حاتم‌بیگ اردوبادی                              | حسین عرفانی       |
| رسول نجفیان                   | عیسی‌خان (پیشکار شاه عباس)                     | تورج مهرزادیان    |
| هادی مرزبان                   | شیخ رزاق هرندی                                | حمید منوچهری      |
| فرخ نعمتی                     | شیخ محسن امجد                                 | ناصر نظامی        |
| فخرالدین صدیق‌شریف             | شیخ امین قریفی                                | فخرالدین صدیق‌شریف |
| محسن زهتاب                    | الله‌وردی خان گرجی                             | نصرالله مدقالچی   |
| حسین خانی‌بیک                  | فرهادخان قرامانلو                             |                   |
| پرویز فلاحی‌پور                | قدرت                                          | پرویز فلاحی‌پور    |
| علی طالب‌لو                    | شیخ قریشی (از علمای مخالف ملاصدرا)            | ناصر ممدوح        |
| مهدی فقیه                     | میرزا لطف‌الله‌خان (از وزیران اعظم صفوی)        | مهدی فقیه         |
| اسماعیل خلج                   | شاه محمد خدابنده                              | ناصر طهماسب       |
| جهانگیر صمیمی‌فرد              | میرزا آقا                                     | بیژن علی‌محمدی     |
| حمید مهرآرا                   | میرزا حبیب (خادم منزل ملاصدرا)                | حمید مهرآرا       |
| سهراب سلیمی                   | درویش کوچک قلندر                              |                   |
| ایرج سنجری                    | از درباریان صفوی                              | ایرج سنجری        |
| حسام نواب صفوی                | امام‌قلی خان                                   | پیام حسینیان      |
| کوروش تهامی                   | سعید                                          | افشین زی‌نوری      |
| علی سلیمانی                   | شمسای گیلانی                                  | علی سلیمانی       |
| پروین سلیمانی                 | مشاطه‌چی                                       |                   |
| صدیقه کیانفر                  | مادر سارا بانو و طاهر                         | زهرا آقارضا       |
| مهوش صبرکن                    | رابعه (خدمتکار منزل ملاصدرا)                  | مهوش صبرکن        |
| مصطفی عبداللهی                | قرچغای خان                                    |                   |
| فرشید صمدی‌پور                 | شیخ احمد آقا                                  |                   |
| عباس ظفری                     |                                               |                   |
| علیرضا ریاحی                  | صفی میرزا                                     | سعید شیخ‌زاده      |
| محمدقاسم پورستار              | کدخدای کَهَک                                    | جواد پزشکیان      |
| بهزاد رحیم‌خانی                | یعقوب ذوالقدر                                 | خسرو شایگان       |
| رضا بنفشه‌خواه                 | بنیاد خان ذوالقدر                             | اکبر منانی        |
| سیروس تقی‌نژاد‌                 |                                               |                   |
| رامسین کبریتی                 | عبدالرزاق لاهیجی                              | علیرضا باشکندی    |
| محمود اردلان                  |                                               |                   |
| بابک بیات                     |                                               |                   |
| فرخ عظیم‌زاده                  |                                               |                   |
| صادق حدادی                    |                                               |                   |
| محسن قاضی‌مرادی                | دلقک                                          | مرتضی احمدی       |
| حسین افشار                    | فرمانده نیروی دریایی انگلیس                   |                   |
| اسفندیارمهرتاش                | وکیل‌السلطنه                                   | اسفندیارمهرتاش    |
| حسن کاخی                      | فرمانده نیروهای اشغالگر پرتغالی در جزیره هرمز | حسن کاخی          |
| حسین پرستار                   |                                               |                   |
| مسعود موسوی                   |                                               |                   |
| مسعود رحمانی                  |                                               |                   |
| داریوش رضوانی                 |                                               |                   |
| جواد زیتونی                   |                                               |                   |
| امیر باران‌لویی                |                                               |                   |
| بهمن روزبهانی                 |                                               |                   |
| محمد پورحسین                  |                                               |                   |
| مرتضی یوسف‌دوست                |                                               |                   |
| علی جاویدفر                   |                                               |                   |
| سیدحسن حسینیان                |                                               |                   |
| نوشین حسین‌خانی                | اُمّ کُلثوم (دختر ملاصدرا)                       | نرگس فولادوند     |
| شهروز ابراهیمی                | ملا محسن فیض کاشانی                           | جلال مقامی        |
| امیرکاوه آهنین‌جان             | میرعبدالعظیم (داماد شاه عباس)                 | شهروز ملک‌آرایی    |
| امان رحیمی                    |                                               |                   |
| قاسم‌ پاکرو                    |                                               |                   |
| حسن شجاعی                     |                                               |                   |
| و با هنرمندی : پرویز پورحسینی | شیخ ابراهیم قطفانی                            | پرویز پورحسینی    |

## جوایز
| سال  | جایزه                | رده                              | دریافت‌کننده  | نتیجه    |
| ---- | -------------------- | -------------------------------- | ------------ | -------- |
| ۱۳۸۴ | هشتمین دوره جشن حافظ | بهترین مجموعه تلویزیونی          | حسن بشکوفه   | برنده    |
| ۱۳۸۴ | هشتمین دوره جشن حافظ | بهترین فیلمنامه تلویزیونی        | حسن فتحی     | برنده    |
| ۱۳۸۴ | هشتمین دوره جشن حافظ | بهترین بازیگر مرد درام تلویزیونی | محمود پاک‌نیت | نامزدشده |
| ۱۳۸۴ | هشتمین دوره جشن حافظ | بهترین بازیگر زن درام تلویزیونی  | رزیتا غفاری  | نامزدشده |
| ۱۳۸۴ | هشتمین دوره جشن حافظ | بهترین بازیگر زن درام تلویزیونی  | بهاره رهنما  | نامزدشده |